# Mythenteles andalusica
Mythenteles andalusica is een vliegensoort uit de familie van de Mythicomyiidae. De wetenschappelijke naam van de soort werd voor het eerst geldig gepubliceerd in 2007 door Gibbs.